# Almus

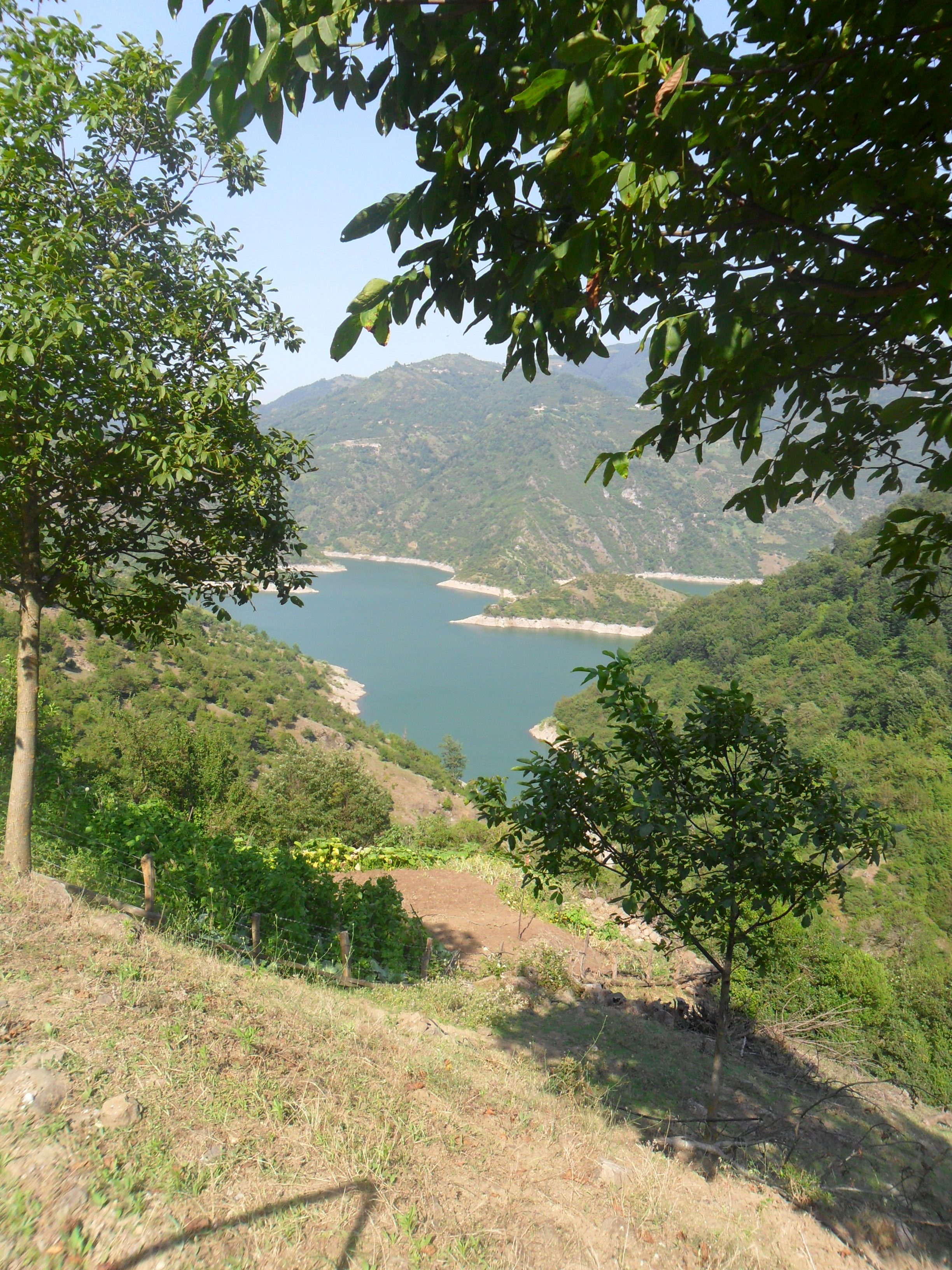
Almus-Stausee

Almus ist eine Stadt und Hauptort des gleichnamigen Landkreises (İlçe) in der türkischen Provinz Tokat. Die Stadt liegt etwa 30 km östlich der Provinzhauptstadt Tokat. Laut Stadtsiegel erhielt Almus 1954 den Status einer Gemeinde (Belediye).

## Geografie
Der Landkreis liegt im Osten der Provinz. Er grenzt im Westen an den zentralen Landkreis, im Norden an den Kreis Niksar, im Nordosten an den Kreis Reşadiye sowie im Süden an die Provinz Sivas. Die Kreisstadt ist über eine Landstraße mit der Provinzhauptstadt im Westen verbunden, die westlich der Stadt den 1250 Meter hohen Pass Namobeli Geçidi überquert. Der Ort liegt am Stausee Almus Barajı, der vom Yeşilırmak durchflossen wird. Nördlich davon zieht sich das Gebirge Köse Dağları mit dem 1820 Meter hohen Dünek Dağı.
Auf dem Stadtlogo ist stilisiert der östlich der Stadt liegende Almus Stausee (Almus Baraji) zu sehen, der bekannt für die Forellenzucht und den Wassersport ist.
Der Landkreis wurde am 1. Juni 1954 durch das Gesetz Nr. 6325 gebildet. Hierbei wurde der gesamte Nahiye Almus mit 30 Ortschaften (Mevkiler) aus dem zentralen Landkreis Tokat ausgegliedert und zu einem selbständigen Kreis geformt.
Der Kreis bestand 2020 neben der Kreisstadt (21,65 % der Kreisbevölkerung) noch aus fünf weiteren Belediye (Gemeinden):
- Akarçay Görümlü (2.622)
- Ataköy (3.066)
- Çevreli (2.871)
- Gölgeli (2.478)
- Kınık (2.248 Einw.)

Die vier ehemaligen Belediye Bağtaşı, Cihet, Dikili und Ormandibi wurden 2013 zu Dörfern zurückgestuft, die Belediye Görümlü fusionierte ein Jahr später mit Akarçay zur neuen Belediye Akarçay Görümlü.
Zum Kreis gehörten weiterhin noch 32 Dörfer (Köy) mit durchschnittlich 168 Bewohnern. Die Skala der Einwohnerzahlen reichte dabei von 925 (Ormandibi) herunter bis 22 (Dereköy). Neun Dörfer hatten mehr Einwohner als der Durchschnitt, zwölf weniger als 100 Einwohner.
Die Bevölkerungsdichte des Kreises lag mit 23,1 Einw. je km² unter dem halben Provinzwert (59,5). Der urbane Bevölkerungsanteil betrug 77,41 Prozent.

## Persönlichkeiten
- Hüseyin Akbaş (1933–1989), türkischer Ringer